# Colm Meaney
Colm J. Meaney (/ cɔləm / eller / cɔlm̩ /, irsk for "Duen") (født 30. maj 1953 i Dublin i Republikken Irland) er en irsk skuespiller, bedst kendt for at spille Miles O'Brien i Star Trek: The Next Generation og Star Trek: Deep Space Nine. 
I 1996 spillede han en af de centrale skuespillere i den irske komedie, The Van – en hotdog vogn til forstyrrelser. Van er en af Roddy Doyles film. Den anden er The Snapper og The Commitments. Alt er indspillet i Dublin og beskæftiger sig med familien Rabitte.
Han begyndte studere skuespilkunst da han var 14 år gammel, og han startede på Abbey Theater School of Acting efter gymnasiet. Han var medlem af det irske National Theater og tilbragte de næste otte år i England, hvor han turnerede med flere teater selskaber. Meaneys første tv-optræden var i Z Cars på BBC One i 1978.
Han havde også gæsteroller i, blandt andet ting, Remington Steele og Moonlightning, før han begyndte en succesfuld filmkarriere. Han modtog en Golden Globe-nominering for bedste skuespiller i The Snapper. I de seneste år har han spillet Cowen, leder af Genier, i tre episoder af Stargate Atlantis, og han havde en gæst rolle på Law & Order: Criminal Intent.
Han er ikke relateret til science fiction-forfatteren John Meaney, selvom sidstnævnte har en bror, der også er opkaldt Colm.
Han var gift med den irske skuespillerinde Bairbre Dowling, men de er nu skilt. Han er en fan af Dublins gæliske fodboldhold.

## Udvalgt filmografi
- Con Air (1997) - Agent Duncan Malloy
- Far and Away (1992) - Kelly
- The Commitments (1991) - Jimmy Rabbitte, Sr
- Kom og se paradis (1990) - Gerry McGurn
- Die Hard 2: Die Harder (1990) - pilot